# 许河湾遗址
许河湾遗址，是位于中华人民共和国安徽省合肥市肥东县众兴乡永安社区的一个商周时期古遗址。
2012年3月19日，肥东县人民政府将许河湾遗址公布为第五批肥东县文物保护单位。